# Jet2.com
A Jet2.com Limited, vagy egyszerűen csak Jet2, brit diszkont légitársaság, mely menetrend szerinti és charter járatokat üzemeltet az Egyesült Királyság és számos európai, két afrikai és két ázsiai ország, valamint az Amerikai Egyesült Államok között. Több járatuk csak a nyári időszakban érhető el, mások egész évben üzemelnek. Emellett számos járatot működtetnek Nagy-Britannián belül is. A Jet2 jelenleg a harmadik legnagyobb brit légitársaság, az EasyJet és a British Airways után. Nagyjából 13 000 embert foglalkoztat.
A Covid19-pandémia miatt a légitársaság 2020. június 17-ig felfüggesztette minden tevékenységét.

## Utasforgalom
| Év                                              | Összes utas | Járatok száma | Változás |
| ----------------------------------------------- | ----------- | ------------- | -------- |
| 2003                                            | 604,563     | 5,543         | -        |
| 2004                                            | 1,211,139   | 11,266        | 100.3%   |
| 2005                                            | 2,376,900   | 24,151        | 096.3%   |
| 2006                                            | 2,831,922   | 26,808        | 019.1%   |
| 2007                                            | 3,860,266   | 34,358        | 036.3%   |
| 2008                                            | 3,454,578   | 27,851        | 010.5%   |
| 2009                                            | 3,089,340   | 24,282        | 010.6%   |
| 2010                                            | 3,338,921   | 24,708        | 08.1%    |
| 2011                                            | 4,235,752   | 29,806        | 026.9%   |
| 2012                                            | 4,776,257   | 32,520        | 012.8%   |
| 2013                                            | 5,515,021   | 36,064        | 015.5%   |
| 2014                                            | 6,007,549   | 39,362        | 08.9%    |
| 2015                                            | 5,853,447   | 36,657        | 02.6%    |
| 2016                                            | 6,721,129   | 41,796        | 014.8%   |
| 2017                                            | 9,695,445   | 58,541        | 030.7%   |
| 2018                                            | 12,170,681  | 70,963        | 025.5%   |
| Forrás: United Kingdom Civil Aviation Authority |             |               |          |